# China Metallurgical Group
China Metallurgical Group Corporation (MCC, kinesisk: 中国冶金科工集团有限公司) er en kinesisk statsejet virksomhed med hovedkvarter i Beijing. De er engageret i byggeri af faciliteter til metallurgi, efterforskning af metaller, papirproduktion og andet. 8. december 2015 blev MCC et datterselskab til China Minmetals.